# Wheaton Lake
Wheaton Lake är en sjö i Kanada.   Den ligger i provinsen British Columbia, i den sydvästra delen av landet, 3 700 km väster om huvudstaden Ottawa. Wheaton Lake ligger 1 484 meter över havet.
I omgivningarna runt Wheaton Lake växer i huvudsak barrskog. Trakten runt Wheaton Lake är nära nog obefolkad, med mindre än två invånare per kvadratkilometer.